# Mistrovství Evropy v judu 2016 – ženy – střední váha (-70 kg)
Zápasy v judu na mistrovství Evropy v kategorii středních vah žen proběhly v Kazani, 22. dubna 2016.

## Finále
| finále           |                  |
| ---------------- | ---------------- |
| Gévrise Émaneová | Gévrise Émaneová |
| Esther Stamová   | Gévrise Émaneová |

## Opravy / O bronz
Poražení čtvrtfinalisté se utkávají mezi sebou v opravách. Vítězové oprav následně vyzvou poražené semifinalisty v boji o bronzovou medaili.
| opravy             | o bronz                  |                          |
| ------------------ | ------------------------ | ------------------------ |
| María Bernabéuová  | Sally Conwayová          | Fanny-Estelle Posviteová |
| Sally Conwayová    | Sally Conwayová          | Fanny-Estelle Posviteová |
|                    | Fanny-Estelle Posviteová | Fanny-Estelle Posviteová |
| Szabina Gercsáková | Szabina Gercsáková       | Szabina Gercsáková       |
| Bernadette Grafová | Szabina Gercsáková       | Szabina Gercsáková       |
|                    | Kim Pollingová           | Szabina Gercsáková       |

## Pavouk
|   | 1/32                    | 1/16                     | čtvrtfinále              | semifinále               | finále          |
| - | ----------------------- | ------------------------ | ------------------------ | ------------------------ | --------------- |
| A | volný los               | Kim Pollingová           | Kim Pollingová           | Kim Pollingová           | Gévrise Émanová |
| A | volný los               | Kim Pollingová           | Kim Pollingová           | Kim Pollingová           | Gévrise Émanová |
| A | Iljana Marzoková        | Iljana Marzoková         | Kim Pollingová           | Kim Pollingová           | Gévrise Émanová |
| A | Irina Gazijevová        | Iljana Marzoková         | Kim Pollingová           | Kim Pollingová           | Gévrise Émanová |
| A | volný los               | María Bernabéuová        | María Bernabéuová        | Kim Pollingová           | Gévrise Émanová |
| A | volný los               | María Bernabéuová        | María Bernabéuová        | Kim Pollingová           | Gévrise Émanová |
| A | Elizavet Telciduová     | Elizavet Telciduová      | María Bernabéuová        | Kim Pollingová           | Gévrise Émanová |
| A | Juliane Robraová        | Elizavet Telciduová      | María Bernabéuová        | Kim Pollingová           | Gévrise Émanová |
| B | volný los               | Gévrise Émaneová         | Gévrise Émaneová         | Gévrise Émaneová         | Gévrise Émanová |
| B | volný los               | Gévrise Émaneová         | Gévrise Émaneová         | Gévrise Émaneová         | Gévrise Émanová |
| B | Lola Mansourová         | Aleksandra Samardžićová  | Gévrise Émaneová         | Gévrise Émaneová         | Gévrise Émanová |
| B | Aleksandra Samardžićová | Aleksandra Samardžićová  | Gévrise Émaneová         | Gévrise Émaneová         | Gévrise Émanová |
| B | volný los               | Sally Conwayová          | Sally Conwayová          | Gévrise Émaneová         | Gévrise Émanová |
| B | volný los               | Sally Conwayová          | Sally Conwayová          | Gévrise Émaneová         | Gévrise Émanová |
| B | Jovana Pekovićová       | Jovana Pekovićová        | Sally Conwayová          | Gévrise Émaneová         | Gévrise Émanová |
| B | Lynn Mossongová         | Jovana Pekovićová        | Sally Conwayová          | Gévrise Émaneová         | Gévrise Émanová |
| C | volný los               | Laura Vargasová Kochová  | Esther Stamová           | Esther Stamová           | Esther Stamová  |
| C | volný los               | Laura Vargasová Kochová  | Esther Stamová           | Esther Stamová           | Esther Stamová  |
| C | Esther Stamová          | Esther Stamová           | Esther Stamová           | Esther Stamová           | Esther Stamová  |
| C | Roxane Taeymansová      | Esther Stamová           | Esther Stamová           | Esther Stamová           | Esther Stamová  |
| C | volný los               | Katarzyna Kłysová        | Szabina Gercsáková       | Esther Stamová           | Esther Stamová  |
| C | volný los               | Katarzyna Kłysová        | Szabina Gercsáková       | Esther Stamová           | Esther Stamová  |
| C | Emilie Sooková          | Szabina Gercsáková       | Szabina Gercsáková       | Esther Stamová           | Esther Stamová  |
| C | Szabina Gercsáková      | Szabina Gercsáková       | Szabina Gercsáková       | Esther Stamová           | Esther Stamová  |
| D | volný los               | Bernadette Grafová       | Bernadette Grafová       | Fanny-Estelle Posviteová | Esther Stamová  |
| D | volný los               | Bernadette Grafová       | Bernadette Grafová       | Fanny-Estelle Posviteová | Esther Stamová  |
| D | Lior Vildikanová        | Lior Vildikanová         | Bernadette Grafová       | Fanny-Estelle Posviteová | Esther Stamová  |
| D | Ljudmyla Drozdovová     | Lior Vildikanová         | Bernadette Grafová       | Fanny-Estelle Posviteová | Esther Stamová  |
| D | volný los               | Fanny-Estelle Posviteová | Fanny-Estelle Posviteová | Fanny-Estelle Posviteová | Esther Stamová  |
| D | volný los               | Fanny-Estelle Posviteová | Fanny-Estelle Posviteová | Fanny-Estelle Posviteová | Esther Stamová  |
| D | volný los               | Anka Pogačniková         | Fanny-Estelle Posviteová | Fanny-Estelle Posviteová | Esther Stamová  |
| D | volný los               | Anka Pogačniková         | Fanny-Estelle Posviteová | Fanny-Estelle Posviteová | Esther Stamová  |